# Lekcja (dramat)
Lekcja (fr. La Leçon) – jednoaktowa sztuka teatralna autorstwa Eugène’a Ionesco. Jest to jedno z ważniejszych dzieł dla teatru absurdu. Dramat został napisany w czerwcu 1950, a jego premiera odbyła się 20 lutego 1951 w Théâtre de Poche Montparnasse w szóstej dzielnicy Paryża. Reżyserem premierowego spektaklu był Marcel Cuvelier, który jednocześnie wcielił się w rolę Profesora. Od 1957 "Lekcja" wystawiana była w stałym repertuarze w paryskim Théâtre de la Huchette obok Łysej śpiewaczki.

## Fabuła
Akcja dramatu rozgrywa się w prowincjonalnym miasteczku francuskim. Główną postacią jest profesor, człowiek w wieku od 50 do 60 lat. Oczekuje on wizyty swojej nowej uczennicy w wieku 18 lat. Trzecią osobą sztuki jest służąca profesora, kobieta w wieku od 40 do 50 lat. Martwi się ona o zdrowie profesora, oraz o przebieg korepetycji. Fabuła dramatu koncentruje się wokół przygotowania uczennicy do egzaminów, które otworzą jej drogę do osiągnięcia wyższych tytułów w edukacji. Profesor najpierw przepytuje uczennicę z arytmetyki, jednak z czasem jego teorie stają się coraz bardziej skomplikowane, dochodząc w końcu do szczytów absurdu. Uczennica pomimo szczerych chęci nie jest w stanie zrozumieć "arytmetyki" profesora. Jej zapał do nauki z biegiem czasu wygasa, a profesor staje się coraz bardziej śmiały i agresywny w wygłaszanych przez siebie twierdzeniach. Denerwuje go także oporność w nauce uczennicy. Po lekcji matematyki przechodzi do wykładu na temat fikcyjnego języka "neohiszpańskiego". Uczennica, nie będąc w stanie pojąć różnic pomiędzy regionalnymi odmianami tego języka dostaje bólu zębów, oraz innych części ciała. Podniecony profesor w kulminacyjnej scenie zabija dziewczynę niewidzialnym nożem. W ukryciu ciała pomaga mu służąca.